# Roksana Jonek
Roksana Jonek (ur. 1978 w Mikołowie) – Miss Polonia 1997 i Miss Tourism International 1998.

## Życie prywatne
Związana z piłkarzem Kamilem Kosowskim. W 2007 roku urodził im się syn Antoni, a w 2012 roku syn Julian.